# درک دکامپس
درک دکامپس (انگلیسی: Derek Decamps؛ زادهٔ ۲ مهٔ ۱۹۸۵) بازیکن فوتبال اهل فرانسه است.
از باشگاه‌هایی که در آن بازی کرده‌است می‌توان به باشگاه فوتبال آنژه، باشگاه فوتبال کن، باشگاه فوتبال آلکورکون، باشگاه فوتبال آریس سالونیک، باشگاه فوتبال آژاکس کیپ‌تاون، باشگاه فوتبال آ.ث. میلان، و باشگاه فوتبال گیانینا اشاره کرد.